# Nicolás Berardo
Nicolás Berardo (San Basilio, 26 luglio 1990) è un calciatore argentino, difensore del Dep. Antofagasta.